# Nowolesie (województwo dolnośląskie)
Nowolesie – wieś w Polsce położona w województwie dolnośląskim, w powiecie strzelińskim, w gminie Strzelin. Miejscowość położona jest w paśmie Wzgórz Strzelińskich, w pobliżu wzgórza Wyżna.
W latach 1945–1954 istniała gmina Nowolesie. W latach 1975–1998 miejscowość administracyjnie należała do województwa wrocławskiego.

## Części wsi
| SIMC    | Nazwa    | Rodzaj     |
| ------- | -------- | ---------- |
| 0880596 | Zimnodół | przysiółek |

## Zabytki
We wsi znajduje się neoromański kościół (1867 r.) pw. św. Marcina. W kościele tym, w ołtarzu, znajduje się obraz Matki Boskiej Różańcowej przeniesiony z Komarna. Obraz został intronizowany w 1957 roku przez bpa Bolesława Kominka. W 1997 roku kościół uzyskał miano Sanktuarium Matki Bożej Różańcowej.

## Szlaki turystyczne
- Niebieski:  Ząbkowice Śląskie – Bobolice – Cierniowa Kopa – Zameczny Potok – Muszkowicki Las Bukowy – Muszkowice – Henryków – Raczyce – Witostowice – Nowolesie – Nowoleska Kopa – Kalinka – Nowina – Dzierzkowa – Siemisławice – Przeworno – Krzywina – Garnczarek – Skrzyżowanie pod Dębem – Biały Kościół[6]